# Bulla solida
Bulla solida är en snäckart som beskrevs av Gmelin 1791. Bulla solida ingår i släktet Bulla och familjen Bullidae. Inga underarter finns listade i Catalogue of Life.